# Luleå (gemeente)
Luleå is een Zweedse gemeente in de provincie Norrbottens län en voorheen landschap Norrbotten. De provincie herbergt de grootste stad binnen zowel de provincie als het landschap Luleå.
Een aantal dorpen werkt samen in Groot Luleå.

## Stedenbanden
Luleå heeft stedenbanden met:
- Kemi (Finland)
- Moermansk (Rusland)
- Puerto Cabezas (Nicaragua)
- Tromsø (Noorwegen)
- Zenica (Bosnië Herzegovina)